# Filistatinella crassipalpis
Espèce
Synonymes
- Filistata crassipalpus Gertsch, 1935

Filistatinella crassipalpis est une espèce d'araignées aranéomorphes de la famille des Filistatidae.

## Distribution
Cette espèce est endémique du Texas aux États-Unis,. Elle se rencontre vers Laredo.

## Description
Le mâle holotype mesure 1,50 mm et la femelle paratype 1,77 mm.

## Publication originale
- Gertsch, 1935 : Spiders from the southwestern United States. American Museum novitates, no 792, p. 1-31 (texte original).